# Mathias Klintberg
Mathias Klintberg (født 9. oktober 1847 i När på Gotland, død 18. juni 1932 i Visby) var en svensk-gotlandsk lærer og folkeminde- og sprogforsker.
Klintberg læste nordiske sprog på Uppsala Universitet og blev efter studiet docent for engelsk og fransk i Visby. Ved siden af sine sprogstudier viste han stor interesse for botanikken. Men det var især hans kulturhistoriske interesse, som gjorde sig gældende. Han begyndte at indsamle og dokumentere gotlandske folkeminder, folkemusik og især det gutniske sprog. Det var især det talte sproget i Lau Sogn i det sydøstlige Gotland, som han begyndte at dokumentere. Han udgav senere blandt andet Laumålets kvantitet och aksent (1884), Några anteckningar om Gotland (1909) samt Spridda drag ur den gotländska allmogens lif (1914). Han brugte også det nye dokumentarfotografi for at indfange den gotlandske hverdag. I årene 1888 til 1907 var han leder af Gotlands Museum. I dag er mere end 1.500 negativer fra hans samling bevaret. Klingtberg døde i Visby i 1932 og er begravet på Nørre Kirkegård i Visby.

## Externe henvisninger
- Wikimedia Commons har flere filer relateret til Mathias Klintberg